# Luis María Cassoni
Luis María Cassoni, alias Neneche, (San Javier; 8 de enero de 1939-Posadas; 17 de enero de 2021) fue un político y farmacéutico argentino, perteneciente a la Unión Cívica Radical (UCR), que ocupó el cargo de gobernador de Misiones entre el 17 de septiembre y el 10 de diciembre de 1987.

## Biografía
Vivió en Leandro N. Alem. Estudió la carrera de farmacia en la Universidad Nacional de Rosario.
Cassoni fue elegido vicegobernador en las elecciones de octubre de 1983, asumiendo en diciembre del mismo año. Se hizo cargo del poder ejecutivo provincial tras la renuncia del entonces gobernador -y su correligionario de fórmula ganadora- Ricardo Barrios Arrechea, quien salió del cargo para formar parte del gabinete del presidente de la Nación, Raúl Alfonsín, como ministro de Salud y Bienestar Social, el 17 de septiembre de 1987.
Durante su gestión como vicegobernador de Misiones, entre otros hechos, comenzó la construcción de la represa de Urugua-í. Su construcción de fue entregada a la empresa Socma del Grupo Macri denunciándose luego sobreprecios. La represa de Urugua-í realizada en el curso del gobierno radical, tuvo una demora en la entrega. Misiones siguió pagando el usufructo porque había presentado un sobrecosto. En el año 1998, Ricardo Barrios Arrechea presentó una denuncia por las irregularidades en la construcción.
Posteriormente se desempeñó como diputado provincial, entre 1988 y 1991.
Falleció el 17 de enero del 2021, a causa de padecer COVID-19.